# 에다 괴링
에다 카린 빌헬미네 괴링(독일어: Edda Carin Wilhelmine Göring, 1938년 6월 2일 ~ 2018년 12월 21일)은 독일의 정치인이자 군사 지도자이자 나치당의 지도자인 헤르만 괴링의 외동딸로 태어났다.
제2차 세계 대전이 발발하기 1년 전에 태어난 에다는 어린 시절 대부분을 어머니와 함께 카린홀의 괴링 가족 사유지에서 보냈다. 어렸을 때 그녀는 루카스 크라나흐의 마돈나와 아이 그림을 포함한 많은 역사적인 예술 작품들을 선물로 받았다.
전쟁의 마지막 단계에서, 그녀와 그녀의 어머니는 베르흐테스가덴 근처의 오버잘츠베르크에 있는 그들의 산 집으로 이사했다. 전쟁이 끝난 후, 그녀는 여자들만 다니는 학교에 갔고, 뮌헨의 루트비히 막시밀리안 대학교에서 공부했고, 법률 사무원이 되었다. 1950년대와 1960년대에 그녀가 어렸을 때 받았던 마돈나와 어린이 그림을 포함한 많은 귀중한 선물들은 오랜 법적 싸움의 대상이 되었고, 그녀는 1968년에 결국 대부분을 잃었다.
구드룬 힘러와 알베르트 슈페어 유니오어와 같은 다른 고위 나치의 자녀들과는 달리 괴링은 공개적으로 아버지의 경력에 대해 말하지 않았다. 하지만, 1986년에 그녀는 스웨덴 텔레비전에서 인터뷰를 했고 그녀의 부모님에 대해 사랑스럽게 말했다.